# Усенко Валерій Іванович
Вале́рій Іва́нович Усе́нко (16 вересня 1899, село Карпилівка, Полтавська губернія — †22 листопада 1921, містечко Базар, Базарська волость, Овруцький повіт, Волинська губернія) — фельдшер лазарету 4-ї Київської дивізії Армії УНР, Герой Другого Зимового походу.

## Біографія
Народився 16 вересня 1899 року у селі Карпилівка Полтавської губернії в українській селянській родині.
Закінчив два класи міського училища і медичні курси (в 1916 році).
Працював фельдшером. Не входив до жодної партії.
В Армії УНР із 1920 року.
Під час Другого Зимового походу — фельдшер лазарету 4-ї Київської дивізії.
Потрапив у полон 17 листопада 1921 року.
Розстріляний більшовиками 22 листопада 1921 року у місті Базар.
Реабілітований 27 квітня 1998 року.

## Вшанування пам'яті
- Його ім'я вибите серед інших на Меморіалі Героїв Базару.